# The Story of Thor 2
The Story of Thor 2, conosciuto in Giappone come Thor ~Seirei Ou Kiden~ (トア 〜精霊王紀伝〜?, "Thor ~Chronicles of the Elemental King~") e in America settentrionale come The Legend of Oasis , è un action RPG sviluppato da Ancient e pubblicato nel 1996 da SEGA per Sega Saturn. È il prequel del videogioco del 1994 The Story of Thor: A Successor of The Light per Sega Mega Drive. Il giocatore veste i panni di Leon, che deve trovare i sei spiriti elementali e usare i loro poteri per affrontare il malvagio mago Agito e la sua legione di creature.
Il gioco venne annunciato per la prima volta con il nome Legend of Thor. Era originariamente pensato per la periferica 32X, poco dopo l'uscita del predecessore, tuttavia l'idea venne scartata prima dello sviluppo del gioco, secondo una dichiarazione ufficiale e dei documenti della Ancient.
 Nota bene: La Légende de Thor è il titolo francese del primo gioco.

## Trama
Molti anni prima degli eventi di The Story of Thor: A Successor of The Light, il guerriero Ordan diede al suo giovane apprendista Leon il Bracciale d'Oro, cosicché potesse diventare lo Spirito Re dell'Oasi. Questo richiede di ottenere prima la lealtà dei sei spiriti elementali della nazione, chiamati Dytto (lo spirito dell'acqua), Efreet (lo spirito del fuoco), Bawu (lo spirito della terra), Brass (lo spirito del suono), Shade (lo spirito dell'oscurità) e Airl (lo spirito dell'aria). La nemesi di Leon è il malvagio mago Agito, che possiede il Bracciale d'Argento e minaccia di distruggere la nazione.

## Modalità di gioco
L'azione del gioco è in tempo reale. Ogni arma ha alcuni attacchi speciali che vengono eseguiti come nei giochi picchiaduro. Il giocatore può anche evocare spiriti sparando una "Spirit Ball", dalla gemma blu sul suo bracciale, a qualche oggetto; lo spirito evocato dipende dall'oggetto colpito. Gli spiriti possono combattere contro i nemici, guarire Leon o aiutare a risolvere gli enigmi. Ognuno ha poteri diversi, mentre Leon può utilizzare sia spade, lunghe o corte, che arco e frecce. È anche in grado di fare delle combo, grazie alla combinazione dei tasti direzionali e i pulsanti d'azione. Le sue frecce possono attivare gli interruttori.
Il gioco è per giocatore singolo, tuttavia, mediante l'utilizzo di un trucco, è possibile accedere a una modalità per due giocatori.
Come nell'originale, la colonna sonora è stata composta da Yuzo Koshiro.

## Critica
Il gioco è stato criticato per la sua bassa originalità (a differenza del predecessore, The Story of Thor: A Successor of The Light), insufficiente a giustificarne l'uscita su Saturn. Il gameplay è stato anche definito frustrante alle volte, dato che la prospettiva può rendere difficile capire quanto sono alte o basse le piattaforme rispetto a Leon, rendendo talvolta necessario ripercorrere lunghi tratti di mappa per tornare al punto in cui ci si trovava prima di provare a saltare su una piattaforma troppo distante. Game Informer diede al gioco 8.75/10.